# Miette Range
Miette Range är ett berg i Kanada.   Det ligger i provinsen Alberta, i den centrala delen av landet, 3 100 km väster om huvudstaden Ottawa. Toppen på Miette Range är 2 563 meter över havet, eller 782 meter över den omgivande terrängen. Bredden vid basen är 13,4 km.
Terrängen runt Miette Range är huvudsakligen kuperad, men åt nordväst är den bergig.Trakten runt Miette Range är nära nog obefolkad, med mindre än två invånare per kvadratkilometer..
I omgivningarna runt Miette Range växer i huvudsak barrskog.